# Kurs (økonomi)
En kurs er prisen på et værdipapir, f.eks. en aktie, en obligation eller et pantebrev, eller på en fremmed valuta.
Udtrykket bruges også i overført betydning i udtryk som "at være i høj kurs", der f.eks. kan bruges om en betroet medarbejder.

## Kursværdiens beregning
Kursen kan angive stykprisen for et værdipapir, som det for eksempel er tilfældet for en aktie, eller prisen i pct. af den pålydende (nominelle) værdi, som det er almindeligt for bl.a. pantebreve. Er prisen (handelsværdien) lig den pålydende værdi, dvs. kursen er 100, kaldes prisen kurs pari.
For valutaers vedkommende er det i bl.a. almindeligt at udtrykke kursen som prisen i den hjemlige valuta for 100 enheder af den fremmede valuta. I andre lande angives kursen omvendt som prisen i fremmed valuta for 100 enheder af den hjemlige valuta.
Spotkurs den nuværende kurs, et værdipapir kan købes eller sælges til på et specifikt tidspunkt og sted; dets eksplicitte værdi. Som kontrast er et værdipapirs futureskurs den forventede værdi af værdipapiret i relation til den nuværende spotkurs og den bestemte tidsramme.

## Etymologi
Ordet stammer via fransk cours fra latin cursus 'løb, forløb', perfektum participium af currere 'løbe'.